# Sekenenre
Sekenenre Tao (česky Statečný) byl egyptský faraon 17. dynastie. Přesná doba jeho vlády není známa, vládl přibližně kolem roku 1560 př. n. l.

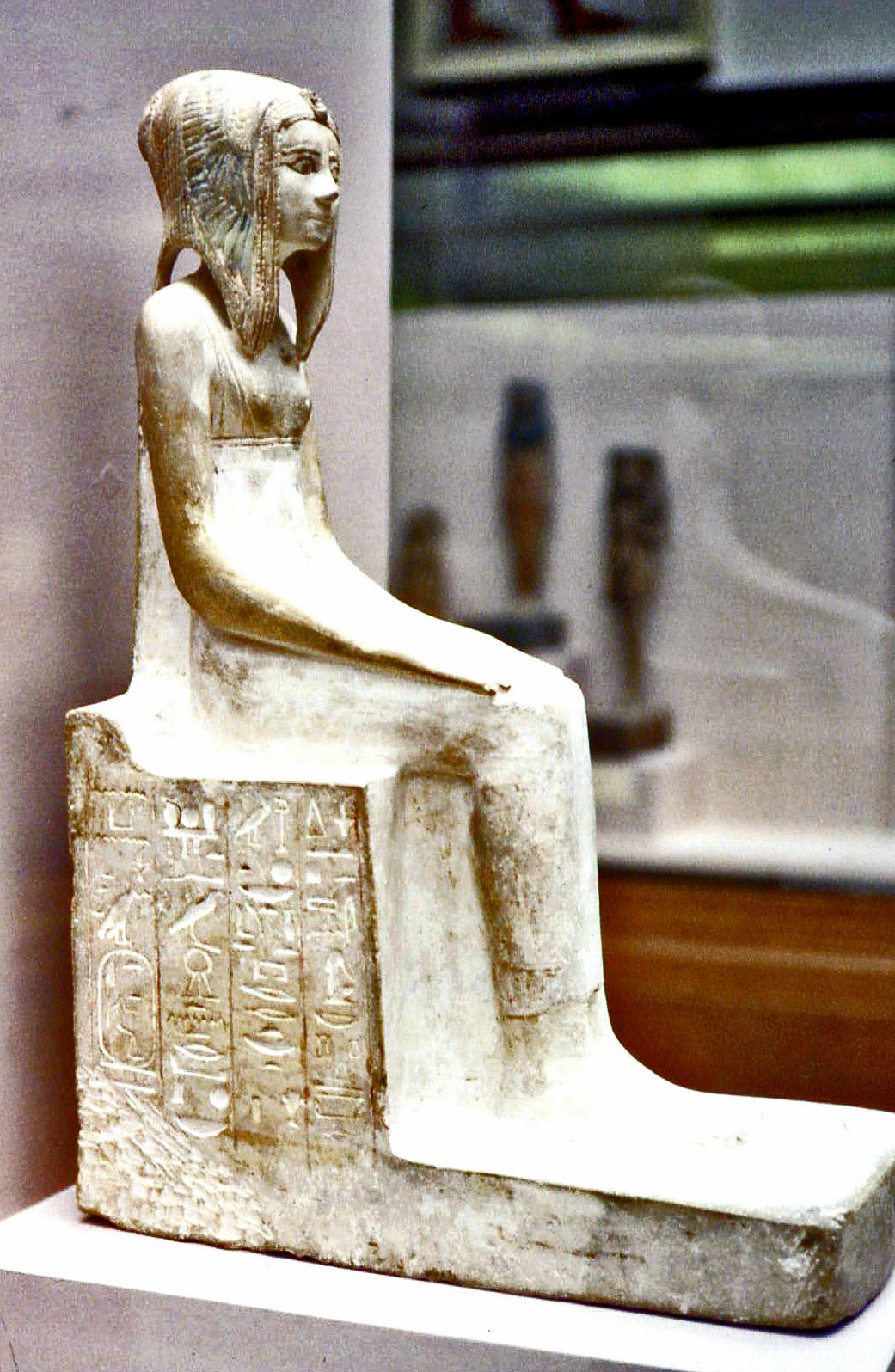
Socha královny Tetišeri, manželky Senakhtenre Tao

## Vláda
Sekenenre Tao byl pouze králem Horního Egypta se sídlem ve Vesetu, Severní část Dolní Egypt byl již skoro jedno století pod nadvládou Hyksósů. Faraon Tao udržoval určitou protiváhu vůči Hyksóské vládě, sídlíci v Avarisve východní části nilské delty, i když jim odváděl povinné daně. Byly to jednak diplomatické výměny vzkazů a pokynů mezi oběma vladaři ale také četné vojenské aktivity, které se množily již od vlády jeho předchůdce Intefa VII. (Nubkheperre Intef). 

V historickém povědomí následných generací se uchovaly události bojů o opětné sjednocení Egypta od Hyxoské nadvlády v úrodném Dolním Egyptě. Zachoval se zápis v Papyrusu Sallier 1, kde se popisuje jedna vzájemná korespondence mezi vládcem v Avaris Apopim a Tao Seqenerem ve Vesetu, v bibliografii uváděná jako povídka „O sporu mezi Sekenenrea a Apopiho“ (v překladu):
…Jednou král Apopi pojal úmysl, poslat králi Sekenenreovi, knížeti jižního města, poselství, které by ho podnítilo k odporu proti němu. I dal si zavolati své vysoké úředníky, své velitele vojska a muže vynikající chytrostí, ale nedovedli sestavit poselství králi Sekenenreovi, jaké si král Apopi přál. Dal si tedy král Apopi zavolat své písaře a své učence. Poklonili se mu a řekli: „Králi, kéž žiješ, jsi zdráv a svěží, náš pane! Řekni, co si přeješ, a my to vykonáme!“ Král Apopi jim řekl: „Sestavte mi poselství králi Sekenenreovi, knížeti jižního města, které by ho podnítilo k odporu proti mě!“
 Sestavili poselství, jaké si král Apopi přál, a řekli mu: „Pošli posla ke knížeti jižního města, ať mu řekne: ‚Dej vyklidit Hroší průplav, který jest ve východní čtvrti města, protože ani ve dne, ani v noci nedovolí spánku přijíti na mne; jejich hlas zaléhá do mých uší.‘ Kníže jižního města ti nebude moci odpovědět na toto poselství ani dobře ani špatně, i pošleš mu druhé poselství: ‚Budu s tebou bojovati, neboť jsi mi neodpověděl na mé poselství, protože nesloužím žádnému bohu z celé této země kromě Suteha; ty však chceš mě s ním hanebně znepřáteliti, abych se neklaněl žádnému bohu z celé země kromě Amenrea, krále bohu.‘“
Za čas na to poslal král Apopi knížeti jižního města poselství, které mu napověděli jeho písaři a učenci. Posel krále Apopiho přišel ke knížeti jižního města a byl k němu: „Proč ses vydal na tuto cestu? Jaké poselství přinášíš do jižního města?“ Posel krále Apopiho mu odpověděl: „Král Apopi, kéž žije, je zdráv a svěží, posílá ti vzkaz: ‚Dej vykliditi Hroší průplav, který jest ve východní čtvrti města, protože ani ve dne, ani v noci nedovolí spánku přijíti na mně,jejich hlas zaléhá do mých uší...‘“

 Papyrus Sallier 1.
 ,  British Museum EA10185,3

Sekenenre tento dopis pochopil jako záminku k rozpoutání války. Podílel na aktivním diplomatickém pózování, které přesahovalo pouhé výměny urážek s asijským vládcem na severu. Vedl vojenské potyčky proti Hyksósu a patrně v nich také zemřel, jak lze usoudit z hlubokých zranění jeho lebky, potvrzené na nalezené mumii v Dér el-Bahrí, uložené v Egyptském Muzeu v Káhiře. Vojenské střety mezi oběma oblastmi pokračovaly i v další generaci za krále Kamose a skončily vypuzením Hyxsósů v počátku 18. dynastie za vlády faraona Ahmose I.

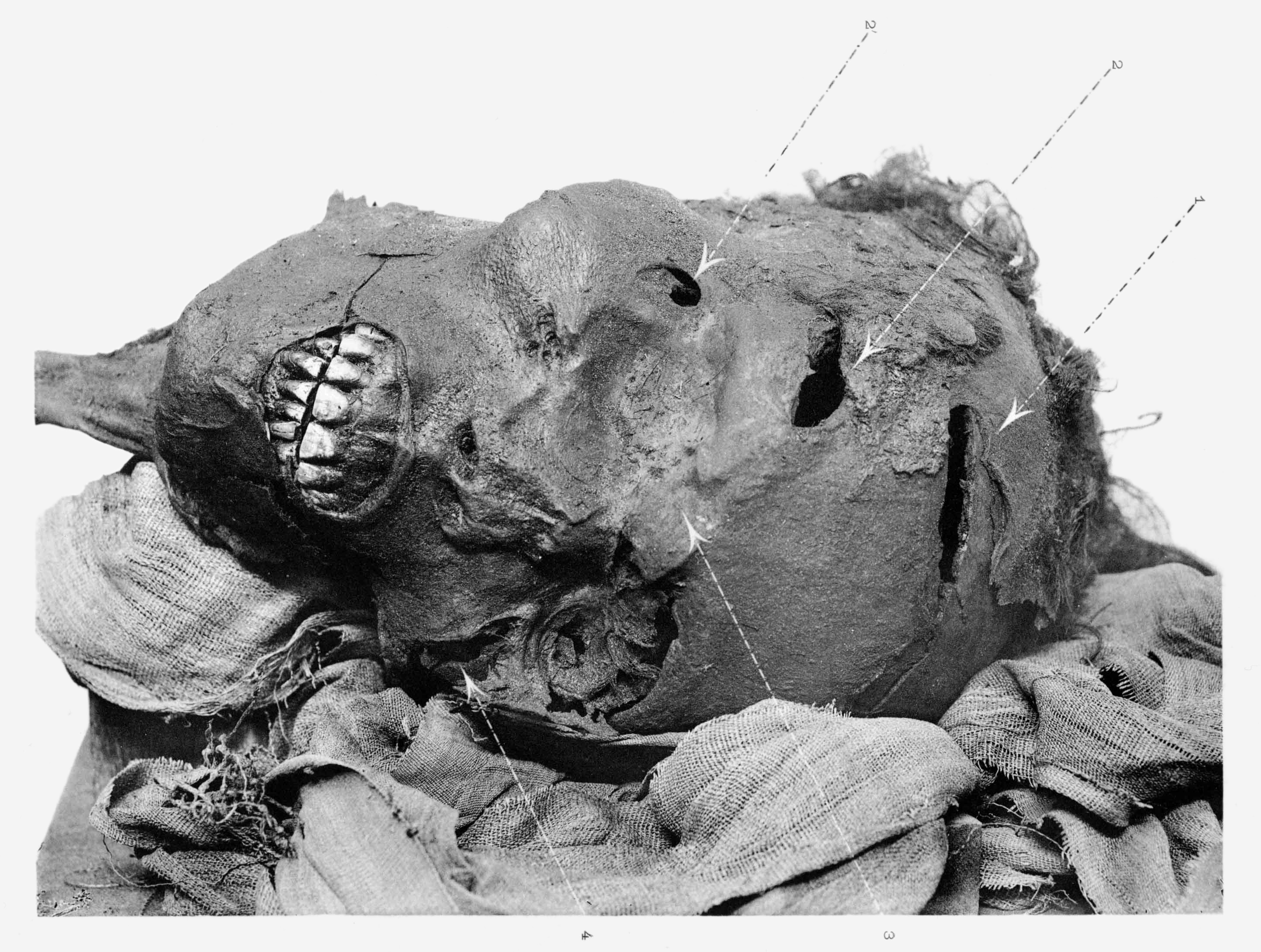
Mumie Senakhtenrea Tao s vyznačenými poraněními lebky

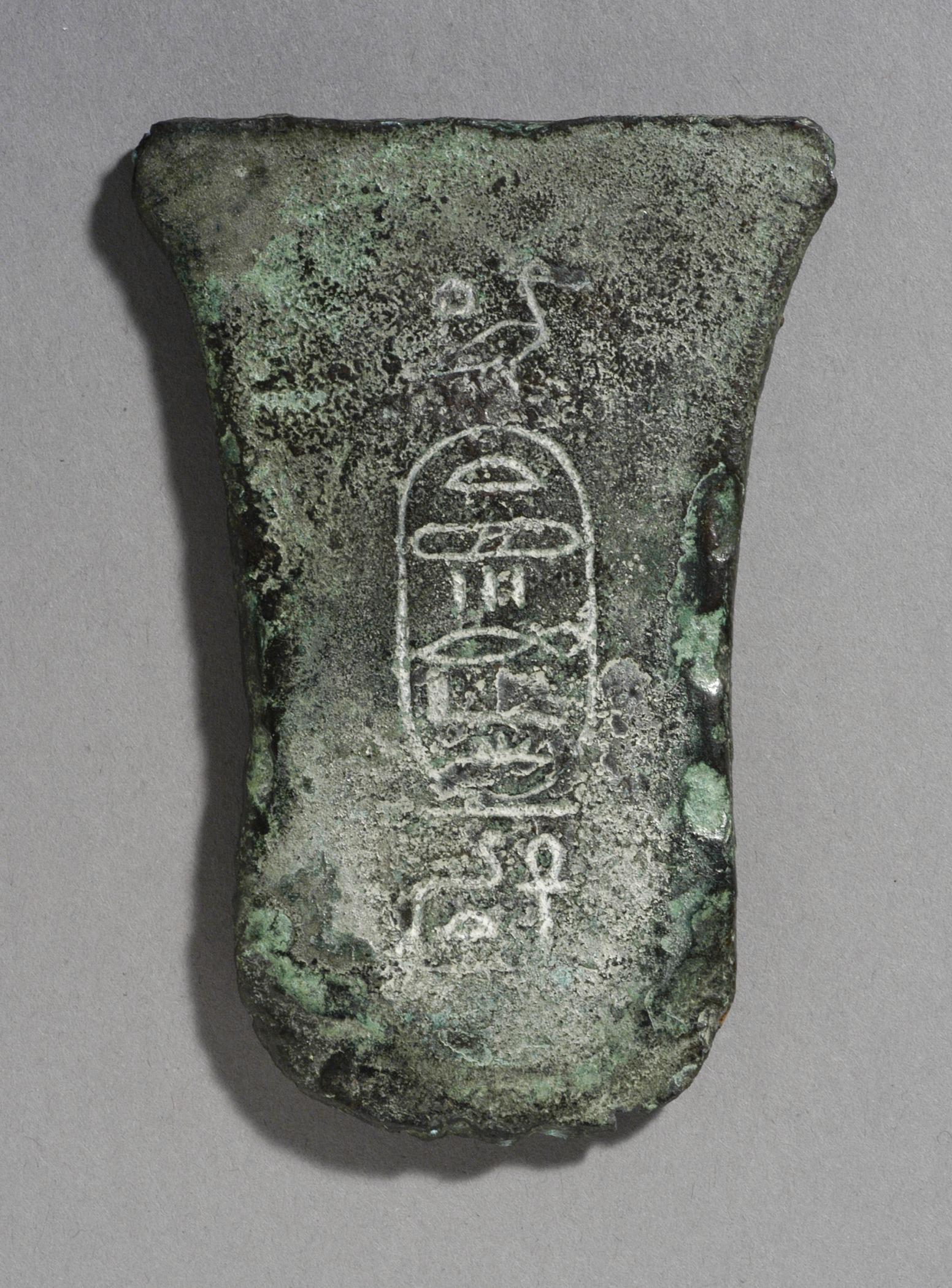
Ceremoniální bojová sekera se jménem Král Seqenenre Tao

## Mumie
Mumie Sekenenrea byla nalezena v roce 1881 Brugschem a Masperem v hrobce královny z 18. dynastie Inhapi (asi vedlejší manželka Ahmose I.) v Dér el-Bahrí, kde byly již dříve uloženy ostatky Amenhotepa I. Pozdější výzkumy mumie Sekenenrea, provedené E. Grebautem (francouzský egyptolog) po odvinutí bandáží, ukázaly na vážná poškození čela lebky, proseknutí krku sečnou zbraní. Násilná smrt se přičítá jeho účastí na střetu s Hyxósy, ne-li popravě Hyxóským králem
. Na rentgenových snímcích z r. 1960 je patrné, že obvyklá sofistikovaná mumifikace krále, nebyla provedena, nejspíše vzhledem k stavu mrtvého těla a nutnosti rychlého pohřbu.. Některé doprovodné nálezy, kanopy, zlomky nádob nubijského původu naznačují, že Nubijci byli ve válce s Hyxosy spojenci Egypťanů.

## Monumenty
Doba vlády Seqenenrea, přibližně 3 roky, mu nedala možnost vybudovat rozsáhlejší stavby, či trvalejší monumenty. Jedním z nemnoha je palác v Deir el-Ballas, který byl zbudován vládci Horního Egypta v Thebách v období Hyxoské expanze. Po vítězství Egypťanů nad Hyksósy byl chrám ale zapomenut a až v letech 1900–1 byly expedicí Kalifornské University prozkoumány jeho zbytky a jeho původní pravděpodobná podoba.